# Leo Amberg
Leo Amberg (Ballwil, 23 marzo 1912 – Oberriet, 18 settembre 1999) è stato un ciclista su strada svizzero.
Professionista tra il 1934 ed il 1947, vinse tappe sia al Tour de France che al Giro d'Italia.

## Carriera
Corse per la Colin-Wolber, la Helyett-Splendor-Hutchinson, la Kristal, la Olympia, la Gloria-Ambrosiana, la Amberg e la Fuchs, distinguendosi sia nelle corse in linea che in quelle a tappe. Nelle corse in linea, le principali vittorie furono il Campionato di Zurigo nel 1937 ed il campionato svizzero nel 1937 e nel 1938. Nelle corse a tappe, vinse due tappe al Tour de France 1937, tre tappe al Tour de Suisse, sempre nel 1937, e una tappa al Giro d'Italia 1938. Nelle classifiche generali del Tour de France fu ottavo nel 1936 e terzo nel 1937; al Giro di Svizzera salì 3 volte sul podio tra il 1935 ed il 1937. Fu terzo al campionato mondiale del 1938.

## Palmarès
- 1934

Giro del Canton Ginevra
- 1935

1ª tappa Grand Prix "Journal de Nice"
Classifica generale Grand Prix "Journal de Nice"
Le Mont Faron
- 1936

Côte de Klausenberg
- 1937

Campionati svizzeri, Prova in linea
Meisterschaft von Zürich
5ª tappa, 3ª semitappa Tour de France (Champagnole > Ginevra)
19ª tappa, 2ª semitappa Tour de France (Vire > Caen, cronometro)
1ª tappa Tour de Suisse (Zurigo > Coira)
2ª tappa Tour de Suisse (Coira > Bellinzona)
6ª tappa Tour de Suisse (Interlaken > Losanna)
- 1938

Campionati svizzeri, Prova in linea
18ª tappa Giro d'Italia (Varese > Locarno)
- 1939

16ª tappa Deutschland Tour
- 1946

2ª tappa Circuit des Alpes

## Piazzamenti

### Grandi giri
- Giro d'Italia

1937: 13º
1938: 32º
- Tour de France

1935: 24º
1936: 8º
1937: 3º
1947: ritirato (7ª tappa)

### Classiche monumento
- Milano-Sanremo

1938: 42º

### Competizioni mondiali
- Campionati del mondo

Floreffe 1935 - In linea: 5º
Berna 1936 - In linea: ritirato
Copenaghen 1937 - In linea: ritirato
Valkenburg 1938 - In linea: 3º